# حائل (مقر الإمارة)
محافظة حائل أو إمارة حائل هي مقر إمارة منطقة حائل وعاصمتها مدينة حائل.

## السكان
- بلغ عدد سكان حائل مقر الإمارة (498,575) نسمة حسب تعداد السعودية 2022، عدد السعوديين (329,941) نسمة، وعدد غير السعوديين (168,634) نسمة.[3]
- بلغ عدد سكان إمارة حائل حوالي 363,278 نسمة حسب إحصائية سنة 2010م، بلغ عدد السعوديين 282,703 نسمة بينما بلغ عدد غير السعوديين 80,575 نسمة.[4]